# 한홍규
한홍규(1990년 7월 26일 ~ )는 대한민국의 축구 선수이며 포지션은 공격수이다.

## 축구인 경력

### 선수 경력
2013 K리그 드래프트에서 충주 험멜에 지명되었다. 2013년 4월 21일 수원 FC와의 리그 경기에서 프리킥으로 프로 데뷔골을 기록하였다.